# Osvaldo Di Lembo
Osvaldo Di Lembo (Campobasso, 5 febbraio 1928 – Campobasso, febbraio 2016) è stato un politico italiano.

## Biografia
Laureato in Giurisprudenza, aderisce alla Democrazia Cristiana, nelle cui liste è stato eletto consigliere comunale di Campobasso nel 1964 e confermato nel 1970, venendo altresì nominato assessore. 
Alle elezioni politiche del 1979 è eletto per la prima volta al Senato della Repubblica nel collegio di Larino, dove ottiene il 53,41% davanti a Giulio Tedeschi del Partito Comunista Italiano (26,21%). Viene riconfermato nel medesimo collegio nel 1983 con il 55,85%, nel 1987 con il 57,79% e nel 1992 con il 47,66%. 
Alle elezioni del 1994, dopo la dissoluzione della DC, aderisce al Partito Popolare Italiano e si ricandida per il Patto per l'Italia per un quinto mandato consecutivo, ma con il 17,10% arriva in terza posizione nel collegio uninominale di Campobasso dietro a Luigi Biscardi dei Progressisti (40,07%) e a Oscar Mele del Polo del Buon Governo (29,75%), termina così dopo 15 anni la propria esperienza parlamentare.
Muore nel febbraio 2018 all'età di 88 anni.